# Encephalartos nubimontanus
Encephalartos nubimontanus P.J.H.Hurter, 1995 è una pianta appartenente alla famiglia delle Zamiaceae. Originariamente diffusa in Sudafrica, la specie è attualmente estinta in natura.

## Descrizione
È una cicade a portamento arborescente, con fusto eretto o decombente, alto sino a 2,5 m e con diametro di 35–40 cm, talora con fusti secondari che si originano da polloni basali.

Le foglie, pennate, disposte a corona all'apice del fusto, sono lunghe 1–2 m, sorrette da un picciolo lungo circa 23 cm, che presenta alla base un caratteristico anello rossastro; sono composte da numerose paia di foglioline lanceolate, coriacee, lunghe sino a 25 cm, con margine dentato e apice pungente, disposte sul rachide con un angolo di 70°.

È una specie dioica, con esemplari maschili che presentano da 1 a 5 coni subconici, peduncolati, lunghi 25–40 cm e larghi 5–9 cm, ed esemplari femminili con 1-3 coni ovoidali, lunghi 35–40 cm e larghi 18–20 cm, di colore verde chiaro.

I semi sono grossolanamente ovoidali, lunghi 3,5-3,8 cm, ricoperti da un tegumento rosso arancio.

## Distribuzione e habitat
Questa specie era originariamente diffusa sui monti Drakensberg, nella provincia del Limpopo (Sudafrica), ad una altitudine intorno ai 1000 m.

Attualmente sopravvive solo in alcuni orti botanici ed in collezioni private.

## Conservazione
La popolazione originaria, nel 1995 formata da 66 esemplari, si è andata progressivamente assottigliando a causa della raccolta indiscriminata per collezionismo. Nel 2001 ne furono censiti solo 8 esemplari, mentre nel 2004 non fu possibile rintracciare, nonostante ricerche accurate, nessun esemplare superstite. La IUCN Red List nel 2006 ha pertanto classificato E. nubimontanus come specie estinta in natura.

La specie è inserita nella Appendice I della Convention on International Trade of Endangered Species (CITES)